# Astemizol
Astemizol – organiczny związek chemiczny, antagonista receptora H1 II generacji. Ma działanie wybiórcze, które jest silne i długotrwałe. Nie przenika przez barierę krew-mózg, więc nie działa nasennie. Jego niektóre metabolity (np. norastemizol, będący w trakcie badań klinicznych) mają 10 razy silniejsze i dłuższe działanie niż sam astemizol.
Uwaga! Działanie astemizolu pojawia się dopiero po 3–5 dniach stosowania, dlatego nie jest wskazany podczas nagłych ataków alergii.

## Wskazania
Alergiczny sezonowy nieżyt nosa, alergiczne zapalenie spojówek, przewlekła pokrzywka i inne choroby alergiczne.

## Objawy niepożądane
Podczas długiego stosowania wzrost łaknienia, zwiększenie masy ciała, niekiedy reakcje nadwrażliwości (obrzęk naczynioruchowy, skurcz oskrzeli, świąd, wysypka skórna), bóle głowy, uczucie zmęczenia, senność, bóle brzucha, nudności, wymioty, suchość w jamie ustnej, zwiększenie aktywności aminotransferaz we krwi i rzadko – drgawki lub zaburzenia czynności serca, u dzieci może powodować nadmierne pobudzenie.

## Preparaty
- Astemisan (tabletki)
- Astemizol
- Hismanal[4]